# 南阿爾卑高盧語
南阿爾卑高盧語, 又稱"山南高盧語", 是一種已滅亡的凱爾特語言，曾使用於西元前700年到前400年之間的山南高盧區(今義大利北方)。

## 歷史
目前我們僅能從其中一種北方義大利字母的碑銘得知此種語言。北方義大利字母與古義大利字母有關，這些碑銘都是在集中於盧加諾一帶，包含科木湖及馬焦雷湖等地區發現的，與有相近關係的雷蒂亞語及威尼蒂語方言有相似的原本，許多學者也相信後兩者與南阿爾卑高盧語的書寫系統均是承於日耳曼語的符文。
一些學者相信南阿爾卑高盧語是高盧語的一種方言，但其他學者對於此種將它歸屬於高盧語，甚至是凱爾特語的分類法提出疑問，並認為南阿爾卑高盧語和其他古老義大利北方及高盧南方的方言一樣，均與利古里亞語有關。
南阿爾卑高盧語最後在羅馬帝國取得山南高盧區的控制權之後，逐漸與拉丁語同化。

## 系属分类
一些学者(如Lejeune 1971、Koch 2008)认为南阿尔卑斯高卢语是一种大陆凯尔特语言。其他学者(如Evans 1992、Solinas 1995、Eska 1996、McCone 1996、Matasovic 2009):375:13, 16则认为它是南阿尔卑斯凯尔特语，是高卢语一种方言。到1970年之前，学界一般都认为南阿尔卑斯高卢语是一种“副凯尔特”西印欧语系语言，与凯尔特语相似但并不从属于它，可能与古利古里亚语有关(Whatmough 1933、Pisani 1964)。利古里亚语自身就被这么认为，如Kruta 1991、Stifter 2008。
参考语言学和考古学证据，Schumacher甚至认为南阿尔卑斯高卢语是凯尔特语族的早期分支，可能是第一个从原始凯尔特语上分离的语言。:84–85在任何意义上，勒庞蒂语铭文都是凯尔特语族最早的书面记录。

## 语言

### 字母

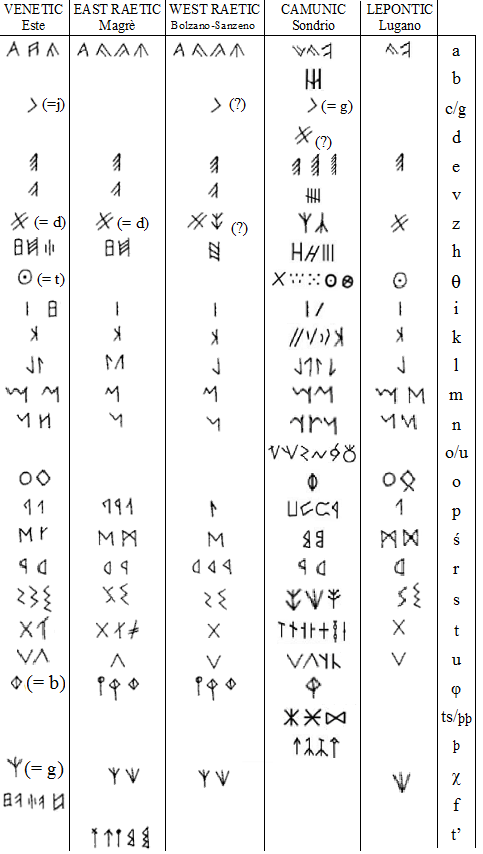
Este(威尼斯语)、Magrè和Bolzano/Bozen-Sanzeno(雷蒂亚语)、Sondrio(卡穆语)、Lugano(南阿尔卑斯高卢语)的字母

卢加诺字母存在于北意大利和提契诺州的铭刻上，用于书写勒庞蒂语，是凯尔特语最早的书面形式，时间在公元前7至5世纪。卢加诺字母共有18个字母，分化自古伊特拉斯坎字母。
卢加诺字母不区分浊音和清阻碍音。即P表示/b/或/p/，T表示/t/或/d/，K表示/g/或/k/。Z可能记录/ts/。U /u/和V /w/有别。Θ可能表示/t/，X表示/g/。有人声称在格洛泽尔手工制品上也有这种字母。

## 语料
南阿尔卑斯高卢语有约140块卢加诺字母碑文，卢加诺字母是5种主要古意大利字母之一，分化自伊特拉斯坎字母。相似的字母用于雷蒂亚语和威尼托语，日耳曼卢恩字母很可能来自这一群体。
将所有卢加诺文铭文归为同一种语言的尝试非常危险，虽然在古代一种文字对应一种语言确实很普遍。事实上，卢加诺文还在其他阿尔卑斯部落，如Salassi、Salluvii和Cavares铸造的钱币上使用(Whatmough 1933、Lejeune 1971)。
晚期碑文中有许多可以明确书写的是山南高卢语，而更老的碑刻则是另一种语言，这就是勒庞蒂语。直到Lejeune 1971，勒庞蒂语都被认为是一种前凯尔特语，可能与利古里亚语有关(Whatmough 1933、Pisani 1964)。在Lejeune 1971之后，主流观点认为勒庞蒂语是一种凯尔特语，不过可能像凯尔特伊比利亚语那样独特，许多时候都能和山南高卢语相区别(Lejeune 1971、Kruta 1991、Stifter 2008)。:52–56:24–37有些人想得更远，认为勒庞蒂语和山南高卢语实际上相同(Eska 1998)。不过，对铭文地理分布的分析显示，山南高卢语铭文年代更晚，位置偏南；早期的勒庞蒂语铭文则相反。它们之间的差异远大过相同点。
“勒庞蒂”部落占据了一部分古雷蒂亚语使用的地区，特别是横跨瑞士和意大利、位于山南高卢边上的阿尔卑斯地区，“勒庞蒂语”这一术语也被一些凯尔特学家(如Eska 1998)用于指任何古意大利凯尔特语方言。这一用途被坚称勒庞蒂语是阿尔卑斯山几个前罗马土著部落之一的人所反对，他们认为勒庞蒂人与高卢人有相当大的不同，后者是后来入侵进北意大利的。
更古的南阿尔卑斯高卢语铭文的日期约在公元前5世纪，来自提契诺河畔卡斯特莱托的则可以追溯到公元前6世纪，来自塞斯托卡伦代甚至可能是公元前7世纪的(Prosdocimi, 1991)。撰写这些铭文的人在近日被识别为北意大利凯尔特文化的戈拉塞卡文化(De Marinis 1991、Kruta 1991、Stifter 2008)。南阿尔卑斯高卢语的灭绝日期只能在这些铭文的日期之后。

## 外部連結
- Free, online lexicon of Lepontic MediaWiki

1. ↑  Hammarström, Harald; Forkel, Robert; Haspelmath, Martin; Bank, Sebastian (编). . . Jena: Max Planck Institute for the Science of Human History. 2016.
2. 1 2  Schumacher, Stefan; Schulze-Thulin, Britta; aan de Wiel, Caroline. . Innsbruck: Institut für Sprachen und Kulturen der Universität Innsbruck. 2004. ISBN 3-85124-692-6 （德语）.
3. ↑  Pinault, Georges-Jean. . Librairie Droz. 2007  [2021-10-28]. ISBN 9782600013376. （原始内容存档于2021-11-10） （法语）.
4. ↑  Matasović, Ranko. . Brill. 2009  [2021-10-28]. ISBN 9789004173361. （原始内容存档于2014-06-29） （英语）.
5. 1 2 3  Kruta, Venceslas. . Thames and Hudson. 1991.
6. 1 2 3 4  Stifter, David.  (PDF). 2008  [2021-10-28]. （原始内容存档 (PDF)于2011-09-28）.